# Gerard Wortel
Gerard Wortel is een Nederlands theatermaker, tekstschrijver, troubadour, multi-instrumentalist en impresario.

## Biografie
Na de MULO en de handelsavondschool werkte hij als boekhouder. Ook werkte hij een aantal jaar als vrijwilliger in Kameroen. Daarnaast ontwikkelde hij muziek- en theaterprojecten.
In 1980 richtte Gerard Wortel met Hans van Hees de theaterfolkgroep KNIJN op en speelde erin tot de groep in 2011 stopte. Naast KNIJN trad hij vanaf 2005 ook solo op en maakte theater met cellist Bas van Waard. Vanaf 1986 speelde Wortel zijn theatervoorstelling Jopinda over de digitalisering van de samenleving. Wortel werd in 2006 lid van het kleinkunstcollectief Annie’s Theater Toko.
In 2015 verscheen zijn boek Heimwee naar Eemnes met 43 gedichten over Eemnes die hij als dorpsdichter schreef tussen 2013-2015. Op de bijbehorende CD staan achttien van deze gedichten in liedvorm. Als tekstschrijver schreef Wortel meerdere dictees.

## Persoonlijk
Gerard Wortel is de vader van Maartje Wortel.

## Programma’s
- Wortel draait er niet omheen (2015)
- Gerard Wortel trapt vooruit (2011)[4]
- Wortel slaat door (2010)
- Wortel draait door

## Publicaties

### Muziek
- Draai maar door (2012)
- Over leven (2005)

### Boeken
- Heimwee naar Eemnes, gedichten + CD (2015)
- Gerard Wortel dichter bij Eemnes, gedichten (2019)
- BRAM STAM dichter bij WORTEL, gedichten (2023)